# Prima Categoria Puglia 1966-1967
Il campionato di calcio di Prima Categoria 1966-1967 è stato il V livello del campionato italiano. A carattere regionale, fu l'ottavo campionato dilettantistico con questo nome dopo la riforma voluta da Zauli del 1958.
Questi sono i gironi organizzati della regione Puglia.

## Girone A

### Squadre partecipanti
| Club                      | Città                      |
| ------------------------- | -------------------------- |
| A.S.C. Acquaviva          | Acquaviva delle Fonti (BA) |
| F.C. Edilsport Altamura   | Altamura (BA)              |
| A.S. Andria               | Andria (BA)                |
| U.S. Audace Cerignola     | Cerignola (FG)             |
| U.S. Bitonto              | Bitonto (BA)               |
| S.S. Canosa               | Canosa di Puglia (BA)      |
| U.S. Conversano           | Conversano (BA)            |
| U.S. Garganica            | Monte Sant'Angelo (FG)     |
| U.S. Giovinazzo           | Giovinazzo (BA)            |
| U.S. Lucera               | Lucera (FG)                |
| A.S. Manfredonia          | Manfredonia (FG)           |
| U.S. Modugno              | Modugno (BA)               |
| Molfetta Sportiva         | Molfetta (BA)              |
| Pol. Ortanova             | Orta Nova (FG)             |
| A.S. Palo                 | Palo del Colle (BA)        |
| U.S. San Giovanni Rotondo | San Giovanni Rotondo (FG)  |

### Classifica finale
|  | Pos. | Squadra              | Pt  | G   | V   | N   | P   | GF  | GS  |
|  | ---- | -------------------- | --- | --- | --- | --- | --- | --- | --- |
|  | 1.   | Manfredonia          | 50  | 30  | 23  | 4   | 3   | 62  | 19  |
|  | 2.   | Acquaviva            | 48  | 30  | 21  | 6   | 3   | 55  | 27  |
|  | 3.   | Audace Cerignola     | 45  | 30  | 19  | 7   | 4   | 52  | 13  |
|  | 4.   | Andria               | 39  | 30  | 16  | 7   | 7   | 48  | 25  |
|  | 5.   | Bitonto              | 38  | 30  | 15  | 8   | 7   | 40  | 28  |
|  | 6.   | Conversano           | 36  | 30  | 15  | 6   | 9   | 37  | 28  |
|  | 7.   | Molfetta             | 34  | 30  | 13  | 8   | 9   | 44  | 27  |
|  | 8.   | Giovinazzo (-1)      | 29  | 30  | 11  | 8   | 11  | 37  | 28  |
|  | 9.   | Modugno              | 28  | 30  | 9   | 10  | 11  | 33  | 37  |
|  | 10.  | Canosa               | 24  | 30  | 10  | 4   | 16  | 37  | 41  |
|  | 11.  | Palo                 | 22  | 30  | 7   | 8   | 15  | 38  | 62  |
|  | 12.  | San Giovanni Rotondo | 22  | 30  | 8   | 6   | 16  | 25  | 42  |
|  | 13.  | Ortanova             | 21  | 30  | 6   | 9   | 15  | 24  | 47  |
|  | 14.  | Lucera               | 18  | 30  | 4   | 10  | 16  | 19  | 44  |
|  | 15.  | Altamura             | 17  | 30  | 5   | 7   | 18  | 22  | 46  |
|  | 16.  | Monte Sant'Angelo    | 8   | 30  | 1   | 6   | 23  | 19  | 78  |
|  |      |                      | 479 | 480 | 183 | 114 | 183 | 592 | 592 |

Legenda:

      Promosso in Serie D 1967-1968.
      Retrocesso in Seconda Categoria 1967-1968.
Note:

Due punti a vittoria, uno a pareggio, zero a sconfitta.
Acquaviva, Cerignola, Andria e Molfetta sono poi stati ammessi in Serie D.
Altamura e Monte Sant'Angelo sono poi stati riammessi in Prima Categoria.
Il Giovinazzo è stato penalizzato con la sottrazione di 1 punto in classifica.

## Girone B

### Aggiornamenti
Le Scuole C.E.M.M. di Taranto non si sono iscritte alla Prima Categoria 1966-67 per motivi non riscontrati.

### Squadre partecipanti
| Club                         | Città                     |
| ---------------------------- | ------------------------- |
| U.S. Pro Italia Galatina     | Galatina (LE)             |
| U.S. Galatone                | Galatone (LE)             |
| Pol. Ars et Labor Grottaglie | Grottaglie (TA)           |
| A.S. Leverano                | Leverano (LE)             |
| U.S. Lorenzo Mariano         | Scorrano (LE)             |
| A.C. Manduria                | Manduria (TA)             |
| A.C. Massafra                | Massafra (TA)             |
| A.S. Mesagne                 | Mesagne (BR)              |
| Pol. Noci                    | Noci (BA)                 |
| A.C. Parola Carmiano         | Carmiano (LE)             |
| U.S. Poggiardo               | Poggiardo (LE)            |
| S.S. Pro Gioia               | Gioia del Colle (BA)      |
| U.S. San Giorgio Jonico      | San Giorgio Jonico (TA)   |
| Pol. San Pietro              | San Pietro Vernotico (BR) |
| U.S. Squinzano               | Squinzano (LE)            |
| U.S. Tricase                 | Tricase (LE)              |

### Classifica finale
|  | Pos. | Squadra              | Pt  | G   | V   | N   | P   | GF  | GS  |
|  | ---- | -------------------- | --- | --- | --- | --- | --- | --- | --- |
|  | 1.   | Poggiardo            | 45  | 30  | 19  | 7   | 4   | 62  | 19  |
|  | 2.   | Manduria             | 42  | 30  | 17  | 8   | 5   | 58  | 21  |
|  | 3.   | San Pietro Vernotico | 38  | 30  | 14  | 10  | 6   | 42  | 25  |
|  | 4.   | Tricase              | 36  | 30  | 13  | 10  | 7   | 44  | 30  |
|  | 5.   | Noci                 | 35  | 30  | 14  | 7   | 9   | 38  | 29  |
|  | 6.   | Pro Italia Galatina  | 32  | 30  | 12  | 8   | 10  | 38  | 26  |
|  | 7.   | Squinzano            | 32  | 30  | 14  | 4   | 12  | 32  | 34  |
|  | 8.   | Leverano             | 30  | 30  | 12  | 6   | 12  | 34  | 37  |
|  | 9.   | Grottaglie           | 29  | 30  | 12  | 5   | 13  | 30  | 34  |
|  | 10.  | Parola Carmiano      | 27  | 30  | 11  | 5   | 14  | 42  | 40  |
|  | 11.  | Galatone             | 26  | 30  | 8   | 10  | 12  | 36  | 33  |
|  | 12.  | Pro Gioia            | 25  | 30  | 9   | 7   | 14  | 35  | 47  |
|  | 13.  | Lorenzo Mariano      | 25  | 30  | 10  | 5   | 15  | 29  | 56  |
|  | 14.  | Massafra             | 24  | 30  | 8   | 8   | 14  | 24  | 33  |
|  | 15.  | San Giorgio Jonico   | 24  | 30  | 8   | 8   | 14  | 32  | 57  |
|  | 16.  | Mesagne (-1)         | 9   | 30  | 3   | 4   | 23  | 19  | 73  |
|  |      |                      | 479 | 480 | 184 | 112 | 184 | 595 | 594 |

Legenda:

      Promosso in Serie D 1967-1968.
      Retrocesso in Seconda Categoria 1967-1968.
Note:

Due punti a vittoria, uno a pareggio, zero a sconfitta.
San Giorgio Ionico e Mesagne sono poi stati riammessi in Prima Categoria.
Il Mesagne è stato penalizzato con la sottrazione di 1 punto in classifica.